# Jean Martianay
Jean Martianay (Saint-Sever, 30 de diciembre de 1647 - Saint-Germain-des-Prés, 16 de junio de 1717) fue un religioso benedictino y escritor eclesiástico francés.

## Biografía
Tras ingresar a los veinte años como novicio en la abadía de Notre Dame de la Daurade que la Congregación de San Mauro de la Orden de San Benito tenía en Toulouse, en la que tomó los votos cuatro años después, amplió sus estudios en los monasterios de la orden en Montmajour de Arlés, Saint-André en Aviñón, Sainte-Croix en Bordeaux y Notre Dame de la Grasse en Carcassonne. 
Especializado en griego y hebreo y en Sagradas Escrituras, su buen desempeño en estas disciplinas motivó que sus superiores eclesiásticos decidieran su traslado a la abadía de Saint-Germain-des-Prés cerca de París, donde en aquellos tiempos la congregación mantenía una intensa actividad intelectual, y en la que coincidió con eruditos como Jean Mabillon, Pierre Coustant, Bernard de Montfaucon, Edmond Martène, Ursin Durand, Michel Félibien o Denis de Sainte-Marthe. 
Encargado de componer una nueva edición de las obras de San Jerónimo, dedicó a ello casi treinta años, hasta su fallecimiento por apoplejía a los setenta de edad.  Dejó publicados, en francés y latín, más de treinta volúmenes conteniendo los escritos del santo, su hagiografía, una reivindicación de la validez de la Vulgata y del texto hebreo como su fuente principal, varios tratados sobre la historia de los cánones bíblicos y sobre la manera de interpretar las sagradas escrituras, y las versiones francesas del Nuevo Testamento.